# ازدواج الأهداب
ازدواج الأهداب (بالإنجليزية: Distichia)‏ هو تشوه يتمثل بوجود رمش أو صف من الرموش ينشأ من بقعة غير طبيعية على الحافة الداخلية للجفن. ومن المعروف أن هذا الشذوذ الذي يعزى إلى طفرة جينية، يؤثر على الكلاب والبشر. عادة ما تخرج الأهداب المزدوجة (الرموش غير الطبيعية) من قناة من غدة ميبوميوس في هامش الجفن. عادة ما تكون متعددة وأحيانًا أكثر من واحدة تنشأ من القناة. يمكن أن تؤثر على الجفن العلوي أو السفلي وعادة ما تكون ثنائية. الجفون السفلى للكلاب لا تحتوي عادة على الرموش.
ازدواج الأهداف عادة لا يسبب أي أعراض لأن الرموش ناعمة، ولكنه يمكن أن يحدث تهيجا في العين ويسبب التمزق والتحديق والالتهاب وقرحة القرنية والتندب. وتشمل خيارات العلاج الإزالة اليدوية والكهرباء والكي والعلاج بالتبريد والجراحة.

## السلالات التي تتأثر بالمرض
في الطب البيطري بعض سلالات الكلاب البوليسية تتأثر بازدواج الأهداب بشكل متكرر أكثر من غيرها:
- الكلب المنغمس
- الداشهند (وبالذات ذو الشعر الطويل)
- البلدغ
- الكلب البكيني
- ترير يوركشاير (من أنواع الكلاب)
- البطباط[3]
- كلب إيلو[4]

## الأهداب المنتبذة
الأهداب المنتبذة هي نوع خاص من ازدواج الأهداب. عادة ما توجد في الكلاب الأصغر. السلالات التي تتأثر بشكل شائع وتشمل القلطي والمسترد الذهبي وكلب تشيه تزو. تخرج الرموش عن طريق ملتحمة الجفن التي تواجه العين، عادة في منتصف الجفن العلوي. يمكن أن تسبب الألم الشديد وقرحة القرنية. العلاج هو الجراحة أو العلاج بالتبريد.